# Broye-les-Loups-et-Verfontaine

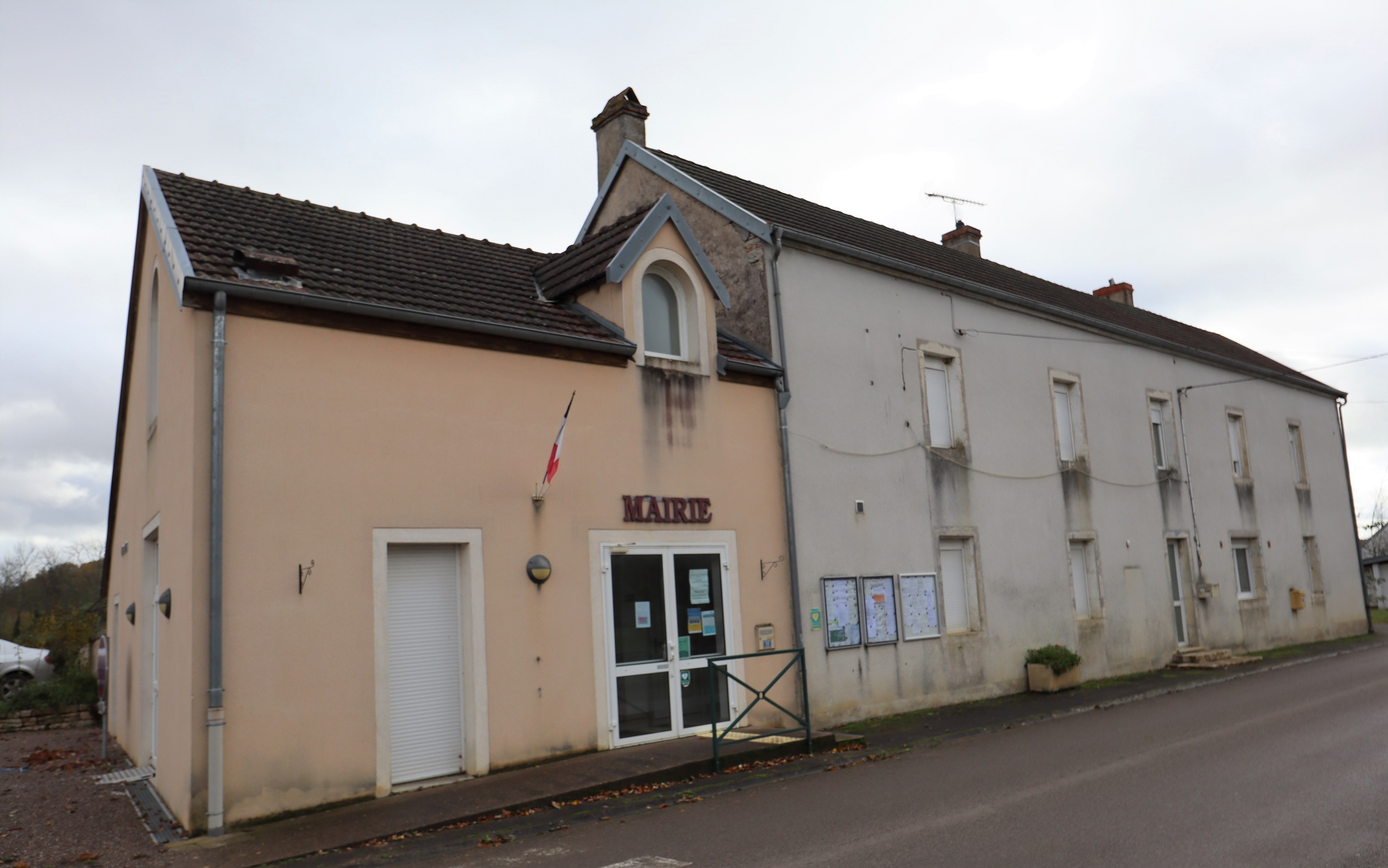
Rathaus von Broye-les-Loups-et-Verfontaine

Broye-les-Loups-et-Verfontaine ist eine Gemeinde im französischen Département Haute-Saône in der Region Bourgogne-Franche-Comté.

## Geographie
Broye-les-Loups-et-Verfontaine liegt auf einer Höhe von 220 m über dem Meeresspiegel, 12 Kilometer westlich von Gray und etwa 33 Kilometer nordöstlich der Stadt Dijon (Luftlinie). Das Dorf erstreckt sich im äußersten Westen des Départements, in der Talmulde des Baches Soirsan.
Die Fläche des 7,00 km² großen Gemeindegebiets umfasst einen Abschnitt in der leicht gewellten Landschaft nordwestlich des Saônetals. Von Nordosten nach Südwesten wird das Gebiet vom Soirsan durchquert, der für die Entwässerung zur Vingeanne sorgt. Die Talmulde liegt auf durchschnittlich 215 m und weist eine Breite von rund 500 Metern auf. Sie ist ungefähr 20 m tief in das umgebende Plateau eingesenkt. Die Mulde von Broye-les-Loups wird überwiegend landwirtschaftlich genutzt. Sie wird im Osten von der Anhöhe der Forêt d'Autrey, im Westen vom Bois de Lœuilley flankiert. Nach Norden erstreckt sich das Gemeindeareal in die Mulde von Verfontaine und auf die angrenzenden Höhen, die vorwiegend aus Sedimenten des Tertiärs bestehen. Mit 254 m wird auf der Höhe am Rand des Waldes von Attricourt die höchste Erhebung von Broye-les-Loups-et-Verfontaine erreicht.
Die Doppelgemeinde besteht aus den Ortsteilen Broye-les-Loups (220 m) und Verfontaine (241 m), beide in der Talmulde des Soirsan gelegen. Nachbargemeinden von Broye-les-Loups-et-Verfontaine sind Saint-Seine-sur-Vingeanne im Norden, Autrey-lès-Gray im Osten, Champagne-sur-Vingeanne im Süden sowie Lœuilley und Attricourt im Westen.

## Geschichte
Überreste eines gallorömischen Gebäudes zeugen von einer frühen Besiedlung des Gebietes. Das Gebiet um Broye wurde vermutlich bereits im 7. Jahrhundert urbar gemacht; urkundlich erwähnt wird der Ort jedoch erst um 1200. Im Mittelalter gehörten Broye und Verfontaine zur Freigrafschaft Burgund und darin zum Gebiet des Bailliage d’Amont. Die lokale Herrschaft hatten die Herren von Vergy inne. Verfontaine kam 1096 durch Schenkung an das Kloster Conques und 1120 an Saint Étienne von Dijon, der hier im 13. Jahrhundert eine Kapelle erbauen ließ (im 18. Jahrhundert zerstört). Die Ortschaften wurden 1360 von den Engländern verwüstet. Zusammen mit der Franche-Comté gelangten beide Dörfer mit dem Frieden von Nimwegen 1678 definitiv an Frankreich. Im Jahr 1806 fusionierten Broye-les-Loups und Verfontaine zur Doppelgemeinde. Heute ist Broye-les-Loups-et-Verfontaine Mitglied des 14 Ortschaften umfassenden Gemeindeverbandes Communauté de communes Val de Gray.

## Sehenswürdigkeiten
Die Dorfkirche von Broye-les-Loups wurde im 18. Jahrhundert erbaut und beherbergt eine Statue Johannes des Täufers (18. Jahrhundert). Aus dem 19. Jahrhundert stammt die Kapelle von Verfontaine. Ebenfalls im 19. Jahrhundert wurde das überdachte Lavoir von Verfontaine errichtet, das einst als Waschhaus und Viehtränke diente.

## Bevölkerung
| Jahr                       | 1962 | 1968 | 1975 | 1982 | 1990 | 1999 | 2006 | 2011 | 2016 | 2022 |
| Einwohner                  | 132  | 112  | 101  | 68   | 72   | 83   | 93   | 105  | 124  | 115  |
| Quellen: Cassini und INSEE |      |      |      |      |      |      |      |      |      |      |

Mit 115 Einwohnern (1. Januar 2022) gehört Broye-les-Loups-et-Verfontaine zu den kleinsten Gemeinden des Département Haute-Saône. Nachdem die Einwohnerzahl in der ersten Hälfte des 20. Jahrhunderts deutlich abgenommen hatte (1881 wurden noch 250 Personen gezählt), wurde seit Beginn der 1980er Jahre wieder ein leichtes Bevölkerungswachstum verzeichnet.

## Wirtschaft und Infrastruktur
Broye-les-Loups-et-Verfontaine ist noch heute ein vorwiegend durch die Landwirtschaft (Ackerbau, Obstbau und Viehzucht) geprägtes Dorf. Außerhalb des primären Sektors gibt es nur wenige Arbeitsplätze im Ort. Viele Erwerbstätige sind deshalb Wegpendler, die in den größeren Ortschaften der Umgebung ihrer Arbeit nachgehen.
Die Ortschaft liegt abseits der größeren Durchgangsachsen an einer Departementsstraße, die von Autrey-lès-Gray nach Champagne-sur-Vingeanne führt. Weitere Straßenverbindungen bestehen mit Poyans und Lœuilley.